# Marcin Najman
Marcin Krzysztof Najman (ur. 13 marca 1979 w Częstochowie) – polski pięściarz, kick-bokser, freak fighter, promotor boksu i showman.
Dwukrotny wicemistrz Polski juniorów w kick-boxingu (1998, 1999). W 2001 zadebiutował w boksie zawodowym. W trzech pierwszych walkach poniósł porażkę, później zwyciężył w 12 pojedynkach z rzędu, ale tylko jeden z jego przeciwników miał dodatni bilans wygranych walk. W 2008 przegrał walkę z Andrzejem Wawrzykiem o międzynarodowe mistrzostwo Polski w wadze ciężkiej. W 2016 zdobył tytuł mistrza Europy federacji WKU w kickboxingu (formuła K-1).

## Rodzina i edukacja
Urodził się 13 marca 1979 w Częstochowie. Ma starszą siostrę, Ewę. W dzieciństwie brał udział w szkolnych przedstawieniach artystycznych. Przez kilka miesięcy trenował taniec. Kiedy miał 11 lat, rozpoczął treningi karate shōtōkan, a w drugiej klasie liceum rozpoczął treningi kick-boxingu w klubie Start Częstochowa. W 1998 i 1999 był wicemistrzem Polski juniorów w kick-boxingu w formule light contact. Łącznie stoczył 12 walk, spośród których wygrał osiem.
Przez rok uczęszczał do szkoły muzycznej pierwszego stopnia. W 1998 ukończył naukę w klasie kontrabasu w Zespole Szkół Muzycznych w Częstochowie. W wieku 15 lat występował w Teatrze im. Adama Mickiewicza w Częstochowie. Jako nastolatek dorabiał, pracując jako bramkarz w częstochowskich klubach. Studiował pedagogikę (wychowanie muzyczne) na Wyższej Szkole Pedagogicznej w Częstochowie, ale nie napisał pracy magisterskiej.

## Kariera bokserska i kick-bokserska

### Wczesna kariera
Od młodości pasjonował się boksem, uważając tę dyscyplinę za „esencję męskiej rywalizacji”. Pięściarstwo zaczął trenować później, gdyż nie posiadał odpowiednich warunków do trenowania. W 1999 zwyciężył memoriałowy turniej im. Wincentego Szyińskiego, a w 2001 został wicemistrzem Małopolski. Walcząc amatorsko, stoczył tylko pięć pojedynków, z czego cztery wygrał.

### Boks zawodowy i kick-boxing
W zawodowym boksie zadebiutował 30 kwietnia 2001, przegrywając przez nokaut z Peterem Simko, który miał bilans 0-11. W kolejnych dwóch walkach również poniósł porażki przed czasem – z rozpoczynającym zawodową karierę Dawidem Kosteckim i ukraińskim zawodnikiem Artemem Czernowem. Wtedy też poznał Jerzego Kuleja, który zainteresował się młodym bokserem. Dzięki jego pomocy zaczął odnosić pierwsze sukcesy zawodowe.
27 marca 2004 w Radomiu pokonał Tomasza Górskiego, wygrywając po raz pierwszy na zawodowych ringach. Spotkanie zostało zakontraktowane na cztery rundy, ale przeciwnik wytrzymał tylko dwie, po czym się poddał. Następnie dwukrotnie pokonał Roberta Gacka, który wcześniej stoczył tylko jedną walkę. Górski i Gacek są jedynymi polskimi pięściarzami pokonanymi przez Najmana, przy czym w swoich karierach bokserskich nie odnieśli zwycięstwa w żadnym pojedynku. W kolejnych dwóch walkach pokonał Słowaka Milana Bečáka (mającego na koncie jedno zwycięstwo i 12 porażek) i Amerykanina Douga Phillipsa (jedynego pięściarza pokonana przez Najmana, który posiadał dodatni bilans w boksie zawodowym). 25 marca 2006 zrewanżował się Peterowi Simce (mającemu bilans 2-30) za porażkę sprzed niespełna pięciu lat. Zwycięską passę kontynuował, walcząc z zawodnikami ze Słowacji i Białorusi: Piotrem Sapunem (bilans 10-11), Imrichem Borkiem (bilans 2-27) i Alfredem Pollákiem (bilans 0-8). Następnie odniósł zwycięstwo nad Sapunem i Borkiem, po czym 9 lutego 2008 znokautował w drugiej rundzie Štefana Ciroka.
W latach 2004–2008 wygrał 12 walk z rzędu, efektem czego był występ w walce przeciwko Andrzejowi Wawrzykowi, której stawką było zawodowe międzynarodowe mistrzostwo Polski w wadze ciężkiej. 19 kwietnia 2008 w katowickim Spodku został znokautowany przez Wawrzyka w drugiej rundzie pojedynku. Opierając się o dane zawarte w internetowym portalu BoxRec, przed otrzymaniem szansy walki o międzynarodowe mistrzostwo Polski Najman walczył z pięściarzami o łącznym bilansie 39-175. Gala zdobyła rozgłos m.in. dzięki udziałowi Najmana w programie Big Brother VIP.
W październiku 2010 uzyskał licencję promotora Wydziału Boksu Zawodowego PZB. Wspólnie z Łukaszem Głowackim utworzył grupę promotorską NG Promotions, organizującą serię imprez pod szyldem „Fight Night”. 29 października 2010 zorganizował w Skarżysku-Kamiennej swoją pierwszą galę boksu zawodowego, w której także sam wystąpił.
5 listopada 2011 podczas gali MMA Attack 1 na warszawskim Torwarze zmierzył się z Przemysławem Saletą w pojedynku na zasadach K-1 (rewanż za ich walkę w formule MMA z 2010), który przegrał w pierwszej rundzie w wyniku poddania spowodowanego kontuzją nogi. Uraz ten nie pozwolił mu również podjąć walki z Wojciechem Bartnikiem, która miała się odbyć 19 listopada w Kaliszu.
W 2013 po czteroipółletniej przerwie, powrócił do walk bokserskich, a jego przeciwnikiem został Martin Pacas, którego pokonał przez techniczny nokaut w drugiej rundzie. 30 listopada 2013 na gali boksu Fight Night 7 – „Obrona Częstochowy” w Częstochowie pokonał przez TKO reprezentanta Bośni i Hercegowiny Aleksa Serbicia (0-1) w trzeciej rundzie. Był to ostatni wygrany pojedynek w boksie przez Najmana – na 15 zwycięstw trzech przeciwników debiutowało walką z Najmanem, 11 zawodników w momencie starcia miało ujemny bilans pojedynków (więcej porażek niż wygranych), a jeden rywal miał więcej zwycięstw niż przegranych.
25 października 2014 zorganizował w Częstochowie pożegnalną walkę Andrzeja Gołoty. 27 grudnia powrócił do walk w formule MMA, pokonując w pojedynku Michała Dobiasa przez duszenie gilotynowe w 46. sekundzie.
W 2015 założył grupę promotorską NW Promotion, której wspólnikiem został Robert Walczak.
28 sierpnia 2016 w Częstochowie podczas gali Boxing Night 12 zdobył Mistrzostwo Europy organizacji WKU w K1 po walce z Jahmaim Satischem, który po szybkiej wymianie ciosów, w 36. sekundzie walki, stracił przytomność, co zakończyło pojedynek. 25 maja 2018 wystąpił w zorganizowanej przez siebie Narodowej Gali Boksu rozegranej na Stadionie Narodowym, na której po zakończeniu czwartej rundy pojedybku z łotewskim pięściarzem, Rihardsem Bigisem, zgłosił kontuzję ręki sędziemu, który natychmiastowo przerwał walkę. 27 kwietnia 2019 w Starachowicach przystąpił do rewanżowej walki z Bigisem i ponownie przegrał, zgłaszając kontuzję – tym razem w pierwszej rundzie, po czym ogłosił zakończenie kariery i chęć stoczenia pożegnalnej walki na zasadach K-1.

## Kariera freak fight

### KSW
W 2009 podpisał kontrakt na walki na zasadach MMA z organizacją Konfrontacją Sztuk Walki. Z powodu kontuzji odwołał swój debiut na gali KSW 11 – 12 maja 2009 miał zawalczyć przeciw Jahmai Satischowi. Zadebiutował 11 grudnia 2009 na KSW 12 w pojedynku przeciwko Mariuszowi Pudzianowskiemu, z którym przegrał w 43. sekundzie. Trenerem Najmana przed KSW 12 był Robert Kostecki, później trenował z nim Damian Herczyk.
W 2010 w swoim drugim występie w MMA podczas gali KSW 14: Dzień Sądu zmierzył się z Przemysławem Saletą, nad którym przez długi czas miał przewagę, atakując go przez kilka minut, jednak ostatecznie przeciwnik znalazł się w pozycji górnej i zakończył walkę dźwignią. Do walki odniósł się m.in. Jerzy Kulej, krytykując pracę sędziego ringowego, która miała przełożyć się na wynik pojedynku; powiedział: „Ja bym protestował, ale Marcin się z tym pogodził. Powiedział, że czuje się moralnie zwycięzcą, bo miał mistrza Europy na deskach”.

### MMA Attack

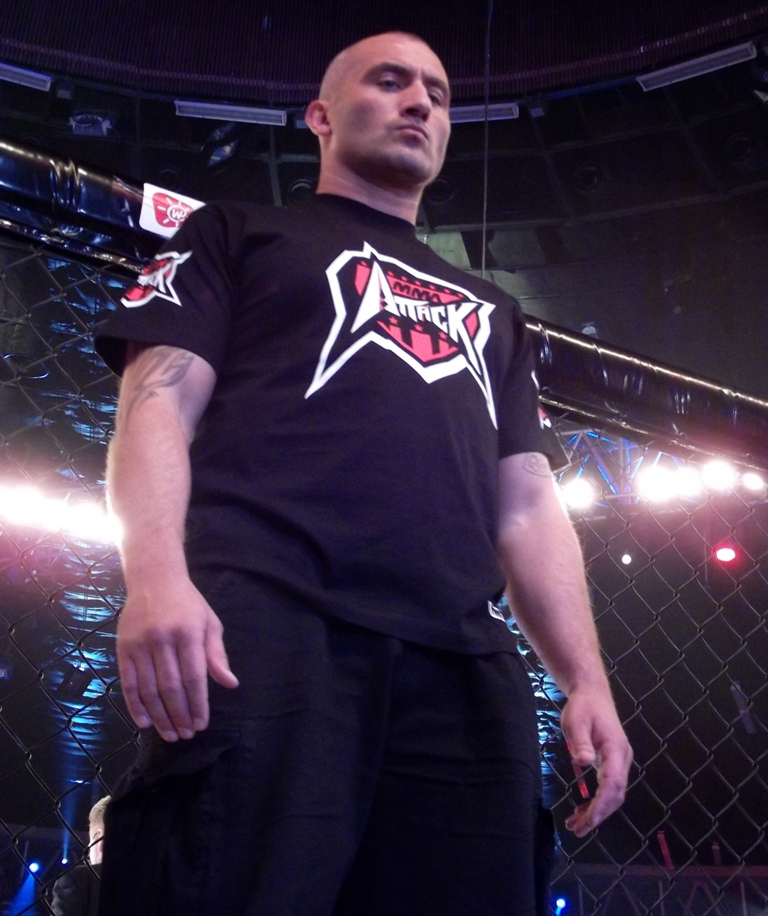
Najman na gali MMA Attack 2 w katowickim Spodku (2012)

27 kwietnia 2012 na gali MMA Attack 2 w Katowicach przegrał z debiutującym w MMA litewskim kulturystą Robertem Burneiką – na początku drugiej rundy Najman poddał się. Po tej porażce zapowiedział, że była to jego ostatnia walka w karierze. Mimo deklaracji, 8 grudnia tego samego roku w Londynie miał zawalczyć ze strongmanem Tyberiuszem Kowalczykiem, lecz 27 października zrezygnował z pojedynku ze względu na „niewywiązanie się z ustaleń, organizatorów tej walki”.

### FFF
8 czerwca 2019 na Free Fight Federation, gali MMA, na której walczyli polscy celebryci, w walce wieczoru przegrał przez techniczny nokaut już po upływie 41 sekund pierwszej rundy z Pawłem „Trybsonem” Trybałą.

### Fame MMA
Pierwszy pojedynek w organizacji Fame MMA stoczył 26 października 2019 podczas gali Fame MMA 5 w Ergo Arenie. W walce wieczoru znokautował w pierwszej rundzie Piotra „Bonusa BGC” Witczaka.
28 marca 2020 na gali Fame MMA 6 został znokautowany w pierwszej rundzie przez kulturystę Piotra „Bestię” Piechowiaka. 5 września tego samego roku podczas gali Fame 7 zwyciężył pojedynek w pierwszej rundzie z Dariuszem „Daro Lwem” Kaźmierczukiem, poprzez odklepanie rywala w matę po ciosach. 21 listopada 2020 na Fame 8 w walce bokserskiej przegrał z Kasjuszem „Don Kasjo” Życińskim, zostając zdyskwalifikowanym po celowym sprowadzeniu przeciwnika do parteru oraz kopnięciu. Swoją emeryturę ogłosił niecały miesiąc przed walką. Po walce trener Najmana, Damian Herczyk, zaatakował fizycznie Kasjusza, wykręcając mu nogę, co doprowadziło do kontuzji zawodnika, w związku czym federacja Fame MMA dożywotnio zakazała walk Najmanowi w federacji i pozbawiła go wynagrodzenia za walkę oraz zapowiedziała zawiadomienie prokuratury o popełnieniu przestępstwa przez Herczyka. Po zakończonej gali sędzia główny federacji – Piotr Jarosz – na swoim profilu na portalu Instagram zainicjował akcję #OdlajkujNajmana i zapowiedział, że już nigdy nie będzie sędziował walk z udziałem Najmana.

### MMA-VIP
13 lutego 2021 na gali MMA-VIP, której jest założycielem, przegrał pojedynek z Szymonem „Taxi Złotówą” Wrześniem przez TKO w drugiej rundzie. Po walce ogłosił, że to była jego pożegnalna walka w MMA, po której przejdzie na strzelectwo. 11 września tego samego roku podczas konferencji prasowej zapowiadającej galę MMA-VIP 3: Galaktyka Osobliwości ogłosił powrót do MMA, a 29 października w walce wieczoru tej gali zwyciężył pojedynek z Ryszardem „Szczeną” Dąbrowskim (bohaterem telewizyjnego show Chłopaki do wzięcia), którego pokonał po 17 przez TKO, zadając ciosy w parterze po obaleniu rywala.
5 marca 2022 na MMA-VIP 4: Imperium Potępionych zawalczył z byłym gangsterem, Mirosławem „Miśkiem z Nadarzyna” Dąbrowskim, którego pokonał w drugiej rundzie przez TKO po szybkim i kontrowersyjnym przerwaniu walki przez sędziego, gdy trafił przeciwnika mocnym ciosem, po którym ten się zachwiał.

### Wotore
21 października 2022 zmierzył się w tzw. Co-Main Evencie gali Wotore 6 z Pawłem Jóźwiakiem w pojedynku na zasadach MMA, ale w samych owijakach bokserskich. Starcie trwało zaledwie 15 sekund, Jóźwiak wyprowadził serię ciosów, po której Najman wylądował na ziemi, po czym otrzymał serię ciosów, w związku z czym sędzia przerwał pojedynek.

### High League
18 marca 2023 w katowickim Spodku na gali High League 6: pashaBiceps vs. Dubiel miał zawalczyć z Jackiem Murańskim, ale ten drugi wypadł z tego zestawienia. Nowym rywalem Najmana ponownie został prezes Fight Exclusive Night, Paweł Jóźwiak. Tym razem tę walkę zwyciężył Najman, rewanżując się Jóźwiakowi na dystansie trzech rund po jednogłośnej decyzji sędziowskiej.

### Clout MMA
W lipcu 2023 nowopowstała federacja Clout MMA ogłosiła walkę Najmana z pięściarzem Andrzejem Fonfarą. Pojedynek odbył się w ramach gali Clout MMA 1, która miała miejsce 5 sierpnia 2023 w warszawskiej hali Torwar. Najman poniósł porażkę już w 16. sekundzie przez TKO.
28 października 2023 podczas gali Clout MMA 2 w płockiej Orlen Arenie zmierzył się z dużo lżejszym youtuberem, Piotrem Lizakowskim, a pojedynek zakończył się jednogłośnym zwycięstwem „Lizaka” w trzeciej rundzie. Jeszcze tego samego wieczoru przegrał przez dyskwalifikację (ciosy w tył głowy) w pierwszej rundzie z trenerem personalnym, Adrianem Ciosem. W rewanżowej walce 29 grudnia 2023 podczas wydarzenia Clout MMA 3: Santa Clout ponownie z nim przegrał w pierwszej rundzie przez dyskwalifikację (ciosy w tył głowy).
9 marca 2024 podczas gali Clout MMA 4 w łódzkiej Atlas Arenie zawalczył z Jackiem Murańskim. Ich starcie odbywało się na niestandardowych zasadach. Już w 48. sekundzie pierwszej rundy został znokautowany.
12 września tego samego roku ogłoszono, że podczas gali Clout MMA 6 w Arenie Jaskółka w Tarnowie zmierzy się z raperem, Maciejem „Kaczorem BRS” Kaczmarem. Gala miała odbyć się 5 października 2024, jednak 17 września 2024 federacja poinformowała o przełożeniu gali na późniejszy termin, który do tej pory nie jest znany.

### Powrót do Fame MMA
26 września 2024 federacja Fame MMA ogłosiła powrót Najmana do organizacji. Podczas gali Fame: The Freak, która odbyła się 4 października 2024 w Netto Arenie w Szczecinie, zawalczył w formule K-1 w rękawicach MMA z youtuberem, Tomaszem Olejnikiem. Zwyciężył już pierwszej rundzie przez techniczny nokaut, kiedy to trzykrotnie znokdaunował rywala, po czym sędzia zakończył walkę.
5 kwietnia 2025 podczas gali Fame 25: Revolution w rodzinnej Częstochowie, zawalczył w pojedynku dwóch na jednego, walcząc z aż dwoma rywalami jednocześnie. Przegrał z braćmi Neffati, Jamilem i Jamelem przez techniczny nokaut w drugiej odsłonie, kiedy trzykrotnie został wyliczony po nokdaunach. W stawce pojedynku był posiadany przez Najmana pas WKU, który utracił.
12 lipca 2025 na wydarzeniu Fame 26: Gold w warszawskim Studiu ATM, zmierzył się w nietypowej walce trójstronnej przeciwko Michałowi „Boxdelowi” Baronowi oraz Tomaszowi „Apostołowi” Dorożałowi.  Starcie zostało zakontraktowane na trzy rundy, prowadzonych kolejno w formułach MMA, K-1 oraz boksu, jednak walkę zakończono już po pierwszej rundzie. Najman wyeliminował „Apostoła” przez techniczny nokaut, natomiast „Boxdel” wycofał się z powodu kontuzji barku. 

## Działalność pozasportowa
Od 30 sierpnia do 1 listopada 2011 był felietonistą internetowej wersji „Super Expressu”, publikował artykuły w ramach cyklu o nazwie „Najman wie najlepiej”.
Współprowadził program Fun raport (2011–2012) na kanale telewizyjnym Orange Sport. W 2020 zaczął prowadzić program Mocne uderzenie na kanale „W ringu z Najmanem” na YouTube.
W czerwcu 2014 ukazała się książka napisana przez Najmana pt. Jerzy Kulej. Mój Mistrz, opisująca przyjaźń boksera z Jerzym Kulejem.
Był uczestnikiem VIP-owskiej części piątej edycji reality show TV4 Big Brother (2008) i trzeciej edycji programu rozrywkowego Polsatu Dancing with the Stars. Taniec z gwiazdami (2015). 19 września 2020 na antenie TVP1 został wyemitowany odcinek teleturnieju Jaka to melodia?, w którym zwyciężył, pokonując Reni Jusis i Mietka Szcześniaka.
W październiku 2018 bez powodzenia kandydował w wyborach samorządowych do sejmiku województwa śląskiego z listy komitetu Kukiz’15.
W 2020 pojawiał się w programie publicystycznym Jedziemy, prowadzonym przez Michała Rachonia na kanale TVP Info. Komentował w nim m.in. wybory prezydenckie w USA, działalność Ogólnopolskiego Strajku Kobiet oraz negocjacje budżetu Unii Europejskiej.
8 października 2024 wydał piosenkę „Jest jak jest”.

## Działalność charytatywna
Corocznie od 2001 organizuje w Częstochowie charytatywny mecz piłki nożnej pomiędzy reprezentacjami bokserów i żużlowców, z którego dochód przekazywany jest na rzecz osób najbardziej potrzebujących.
W 2010 zrezygnował z gaży za udział w walce MMA z Przemysławem Saletą na rzecz chorego na raka 11-latka z Częstochowy.
21 października 2017 podczas gali Boxing Night w Żyrardowie stoczył walkę charytatywną z wiceprezydentem miasta Lucjanem Chrzanowskim.
W 2021 na aukcji organizowanej przez Wielką Orkiestrę Świątecznej Pomocy zlicytowana została kurtka Najmana – zakupił ją za 20 100 złotych Krzysztof Stanowski.

## Życie prywatne
22 czerwca 2013 na Jasnej Górze poślubił Julitę Januszko. Uroczystość była połączona z chrztem ich córki, Weroniki.

## Wizerunek medialny i odbiór

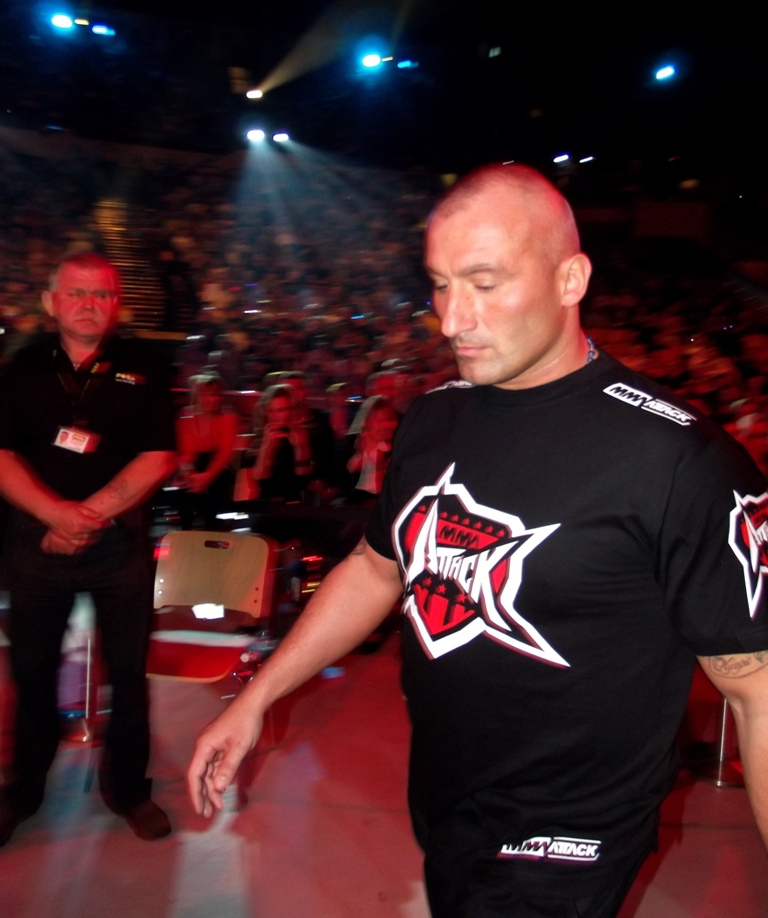
Marcin Najman (2012)

Stał się jednym z najbardziej znanych polskich sportowców, głównie dzięki udziałowi w programie reality show Big Brother V. Zainteresowanie mediów przyniosły mu również dwa przegrane przed czasem pojedynki na zasadach mieszanych sztuk walki, które stoczył na galach KSW. Pierwszym jego przeciwnikiem był strongman Mariusz Pudzianowski, drugim – były bokser i kickbokser Przemysław Saleta. W grudniu 2009, po walce z Pudzianowskim, jedna z gazet sportowych porównała MMA do kamasutry w męskim wydaniu. Paweł Zarzeczny w swoim felietonie dla „Polska The Times”, opisując ten pojedynek i zawody sztuk walki, użył sformułowania „sadyzm i wiocha”. Wydarzenie zgromadziło przed telewizorami prawie 6 mln widzów, co było drugim pod względem oglądalności wydarzeniem sportowym transmitowanym w 2009 przez telewizję Polsat.
Na początku 2010 roku grupa 16 polskich pięściarzy wystosowała list otwarty w sprawie Marcina Najmana o treści:

Zwracamy się z prośbą, aby nie pisać o Marcinie Najmanie i nie przedstawiać go jako pięściarza. Obraźliwe komentarze Marcina Najmana na temat czołowych zawodników polskich wypaczają obraz naszego środowiska. Najman nigdy nie był i nie będzie bokserem, nigdy ciężko nie trenował, a jedyne dwie prawdziwe walki otrzymał dzięki autopromocji w tabloidach. Obie zresztą szybko przegrał (z Wawrzykiem i Pudzianowskim). Wszystkie pozostałe pojedynki Najmana odbyły się z opłaconymi przez niego przeciwnikami, a jedyny z nich, który miał więcej zwycięstw niż porażek, urodził się w 1960 roku! Obrażanie Salety, Kosteckiego czy Wawrzyka, nastawione jest tylko na zyskanie rozgłosu.

Pod listem podpisali się polscy pięściarze, m.in. Krzysztof Włodarczyk, Albert Sosnowski, Przemysław Saleta, Dawid Kostecki, Maciej Zegan, Mariusz Wach, Tomasz Hutkowski czy Andrzej Wawrzyk.
Od 2010 roku w mediach szeroko komentowany był spór Najmana z Przemysławem Saletą, który wcześniej był jego przyjacielem. Bezpośrednią przyczyną była publikacja na łamach jednej z ogólnopolskich gazet zdjęcia Najmana z ówczesną żoną Salety. Od tego momentu konflikt zaczął się nasilać. Efektem tej sytuacji były dwa pojedynki pomiędzy pięściarzami w formule MMA i K1. Ich walki łączyły w sobie elementy sportu i show-biznesu.
Po walce z Burneiką w 2012 roku w internecie pojawiła się lawina negatywnych komentarzy skierowanych pod adresem Najmana. Niechęć internautów pięściarz rozbudził również, wypowiadając się pejoratywnie o niektórych kibicach, zwłaszcza tych, którzy wspierali litewskiego siłacza.
W 2020 zainteresowanie w Internecie wzbudził konflikt Najmana z dziennikarzem Krzysztofem Stanowskim. Obaj wymieniali uszczypliwości w mediach społecznościowych, a w programie Hejt Park na Kanale Sportowym doszło między nimi do awantury, w trakcie której Najman oblał Stanowskiego wodą. 21 grudnia 2020 Najman pojawił się pod budynkiem klubowym Rakowa w Częstochowie z zamiarem stoczenia ze Stanowskim walki, na którą wyzwał go wcześniej na Twitterze, jednak dziennikarz nie pojawił się na miejscu, a zapowiedź jego przyjazdu okazała się blefem. Po tym wydarzeniu Najman stał się bohaterem licznych memów intenetowych. 31 stycznia 2021 Najman i Stanowski zakończyli konflikt, występując razem z okazji 29 Finału Wielkiej Orkiestry Świątecznej Pomocy.

## Konflikty z prawem i kontrowersje
- 25 maja 2005 został prawomocnie skazany za oszustwa finansowe na dwa lata pozbawienia wolności w zawieszeniu na pięć lat oraz grzywnę w wysokości 4,8 tys. zł[116]. Ze względu na problem z opłaceniem grzywny, prosił o zamianę na prace społeczne i ostatecznie grzywnę zapłacił w ratach[116].
- W maju 2007 został prawomocnie skazany za stosowanie gróźb karalnych[116].
- 15 grudnia 2015 roku Sąd Rejonowy w Oświęcimiu zasądził od niego 5 tysięcy złotych (plus 747 zł kosztów postępowania) na rzecz Ryszarda Skórki, który pomagał mu finansowo jako sponsor gal bokserskich[117].
- 28 grudnia 2015 roku Sąd Okręgowy w Warszawie zasądził od Najmana 20 tysięcy złotych (plus odsetki) na rzecz dziennikarki Marty Kosseckiej-Rawicz, 5 tysięcy zł (plus odsetki) na rzecz Fundacji Dziecięca Fantazja, 1985 zł na rzecz Przemysława Salety oraz kolejne 5385 zł tytułem zwrotu kosztów procesu i wynagrodzeń pełnomocnika procesowego[117][118]. Wszystko to za obelgi pod adresem Salety i sugerowanie, że łączył go romans z dziennikarką, wypowiedziane podczas wizyty w programie „AS Wywiadu” wyemitowanego w telewizji Sportklub w 2012 roku[117][118].
- 23 listopada 2020 zarząd federacji Fame MMA wydał oświadczenie informujące o dożywotnim zakazie udziału Najmana w wydarzeniach organizowanych przez federację. Ta decyzja była spowodowana umyślnymi faulami oraz niesportowym zachowaniem Najmana w walce bokserskiej z Kasjuszem Życińskim podczas gali Fame 8. Fame MMA chciało również pozbawić Najmana wynagrodzenia za tę walkę, w związku z czym federacja wniosła do sądu pozew, który w lutym 2023 został oddalony. Mimo że federacja Fame MMA zadeklarowała, że Najman nie będzie już brał udziału w ich galach, 4 października 2024 ponownie stoczył walkę pod ich szyldem podczas gali Fame: The Freak, gdzie zmierzył się z Tomaszem Olejnikiem.
- We wrześniu 2021 został ukarany za prowadzenie pojazdu bez uprawnień na rok zakazu prowadzenia wszelkich pojazdów. Postępowanie w tej sprawie warunkowo umorzono na trzy lata[116].

### MMA-VIP
W styczniu 2022 r. podczas konferencji Najman przedstawił Andrzeja Zielińskiego, ps. Słowik, jako nowego szefa („bossa”) swojej federacji MMA-VIP, publicznie ogłaszając początek współpracy z byłym gangsterem.
Decyzja wywołała kontrowersje medialne i tym samym wątpliwości sponsorów co do dalszego finansowania działalności federacji. W konsekwencji miasto Kielce wycofało się z organizacji gali MMA-VIP 4, która miała odbyć się w tym mieście 25 lutego 2022.
Ostatecznie Najman ogłosił, że kontrowersyjna gala odbędzie się 5 marca 2022 w Wieluniu. Po fali społecznej krytyki (w tym filmów realizowanych przez Krzysztofa Stanowskiego na Kanał Sportowy, które wyświetlono łącznie ponad siedem milionów razy) gala w Wieluniu została jednak odwołana, a Marcin Najman ogłosił, że zorganizuje ją w prywatnej posiadłości.

## W kulturze masowej
W 2009 roku piosenkę o Najmanie nagrał kaliski raper Gorzki. Natomiast w 2011 powstał kolejny utwór o pięściarzu pt. Ballada Najmana, stworzony przez CeZika w ramach jego projektu KlejNuty, który na platformie YouTube ma ok. 4,5 miliona wyświetleń (stan na październik 2021). W związku ze swoją działalnością i kontrowersyjnymi wypowiedziami stał się w środowisku polskich internautów memem internetowym.
W marcu 2024 roku powstał pełnometrażowy film dokumentalny o Najmanie „(Nie)Bokser – Jeszcze prawdziwsza historia Marcina Najmana”. W filmie głos zabierają dziennikarze, sportowcy i związani z boksem eksperci tacy jak: Mariusz Wach, Zbigniew Raubo, Kacper Bartosiak, Hubert Kęska, Artur Binkowski. Twórcy filmu zastanawiają się nad rolą mediów w kształtowaniu społecznych wyobrażeń o bohaterach sportowych.

## Osiągnięcia sportowe

### Kick-boxing
- 1998: wicemistrz Polski juniorów w kick-boxingu, formuła Light contact (bilans walk w amatorskim kick-boxingu 8-4)
- 1999: wicemistrz Polski juniorów w kick-boxingu, formuła Light contact (bilans walk w amatorskim kick-boxingu 8-4)
- 2016: mistrz Europy WKU w wadze ciężkiej, formuła K-1

### Boks
- 1999: zwycięstwo turnieju im. Wincentego Szyińskiego
- 2001: wicemistrz Małopolski w boksie (bilans walk w boksie amatorskim 4-1)

## Nagrody i wyróżnienia
- 2004: laureat plebiscytu na najpopularniejszego sportowca okręgu częstochowskiego[130]
- 2005: laureat plebiscytu na najpopularniejszego sportowca okręgu częstochowskiego
- 2006: laureat plebiscytu na najpopularniejszego sportowca okręgu częstochowskiego[130]

## Lista walk
Legenda: TKO – techniczny nokaut, KO – nokaut, UD – jednogłośna decyzja, SD – niejednogłośna decyzja, MD – decyzja większości, PTS – walka zakończona na punkty, RTD – techniczna decyzja sędziów, DQ – dyskwalifikacja

### Boks zawodowy w ringu bokserskim[131]
| Wynik     | Bilans | Przeciwnik (bilans przed walką) | Rozstrzygnięcie | Runda | Czas | Data       | Miejsce      | Uwagi                                                       |
| --------- | ------ | ------------------------------- | --------------- | ----- | ---- | ---------- | ------------ | ----------------------------------------------------------- |
| Przegrana | 15-6   | Rihards Bigis (13-7)            | TKO             | 1/4   | 1:25 | 27.04.2019 | Starachowice |                                                             |
| Przegrana | 15-5   | Rihards Bigis (12-6)            | TKO             | 4/6   | 0:43 | 26.05.2018 | Warszawa     |                                                             |
| Wygrana   | 15-4   | Aleks Serbic (0-0)              | RTD             | 3/4   | 3:00 | 30.11.2013 | Częstochowa  |                                                             |
| Wygrana   | 14-4   | Martin Pacas (0-0)              | TKO             | 2/4   | 1:58 | 07.06.2013 | Oświęcim     |                                                             |
| Wygrana   | 13-4   | Anton Lašček (5-45-5)           | UD              | 4/4   | 3:00 | 29.11.2008 | Katowice     |                                                             |
| Przegrana | 12-4   | Andrzej Wawrzyk (9-0)           | TKO             | 2/10  | 1:35 | 19.04.2008 | Katowice     | Walka o międzynarodowe mistrzostwo Polski w wadze ciężkiej. |
| Wygrana   | 12-3   | Štefan Cirok (3-18-1)           | KO              | 2/6   | 0:36 | 09.02.2008 | Lublin       |                                                             |
| Wygrana   | 11-3   | Imrich Borka (2-33)             | TKO             | 3/6   | 1:05 | 14.10.2007 | Częstochowa  |                                                             |
| Wygrana   | 10-3   | Piotr Sapun (10-17)             | UD              | 4/4   | 3:00 | 26.05.2007 | Katowice     |                                                             |
| Wygrana   | 9-3    | Alfred Pollák (0-8)             | RTD             | 4/6   | 3:00 | 24.03.2007 | Wołów        |                                                             |
| Wygrana   | 8-3    | Imrich Borka (2-27)             | KO              | 2/4   | 1:05 | 25.11.2006 | Warszawa     |                                                             |
| Wygrana   | 7-3    | Piotr Sapun (10-11)             | PTS             | 4/4   | 3:00 | 20.05.2006 | Kętrzyn      |                                                             |
| Wygrana   | 6-3    | Peter Šimko (2-30)              | UD              | 4/4   | 3:00 | 25.03.2006 | Siedlce      |                                                             |
| Wygrana   | 5-3    | Doug Phillips (6-4)             | TKO             | 1/6   | 0:59 | 26.11.2005 | Chicago      |                                                             |
| Wygrana   | 4-3    | Milan Bečák (1-12-1)            | TKO             | 1/4   | N/A  | 24.09.2005 | Mysłowice    |                                                             |
| Wygrana   | 3-3    | Robert Gacek (0-2)              | TKO             | 1/4   | N/A  | 19.02.2005 | Wołów        |                                                             |
| Wygrana   | 2-3    | Robert Gacek (0-1)              | KO              | 2/4   | 0:25 | 25.09.2004 | Opole        |                                                             |
| Wygrana   | 1-3    | Tomasz Górski (0-0)             | TKO             | 2/4   | N/A  | 27.03.2004 | Radom        |                                                             |
| Przegrana | 0-3    | Artem Czernow (3-1)             | TKO             | 2/4   | N/A  | 30.05.2003 | Lublin       |                                                             |
| Przegrana | 0-2    | Dawid Kostecki (0-0)            | TKO             | 4/4   | N/A  | 24.11.2001 | Łódź         |                                                             |
| Przegrana | 0-1    | Peter Šimko (0-11)              | TKO             | 1/4   | N/A  | 30.04.2001 | Martin       |                                                             |

### Boks w oktagonie[132]
| Wynik     | Bilans | Przeciwnik (bilans przed walką) | Rozstrzygnięcie             | Runda | Czas | Rozgrywki                  | Data       | Miejsce | Uwagi                                 |
| --------- | ------ | ------------------------------- | --------------------------- | ----- | ---- | -------------------------- | ---------- | ------- | ------------------------------------- |
| Przegrana | 0-1    | Kasjusz Życiński (0-0)          | Dyskwalifikacja (kopnięcie) | 1/3   | 0:36 | Fame 8: Dubiel vs. Blonsky | 21.11.2020 | Łódź    | Walka w rękawicach MMA. Co-Main Event |

### Kick-boxing[133]
| Wynik     | Bilans | Przeciwnik (bilans przed walką) | Rozstrzygnięcie          | Runda | Czas | Rozgrywki       | Data       | Miejsce     | Uwagi                                                           |
| --------- | ------ | ------------------------------- | ------------------------ | ----- | ---- | --------------- | ---------- | ----------- | --------------------------------------------------------------- |
| Wygrana   | 2-1    | Tomasz Olejnik (0-1)            | TKO (trzy nokdauny)      | 1     | 1:27 | Fame: The Freak | 04.10.2024 | Szczecin    | Zasady K-1 w rękawicach MMA                                     |
| Wygrana   | 1-1    | Jahmai Satisch (0-0)            | TKO (ciosy pięściami)    | 1     | 0:36 | Boxing Night 12 | 28.08.2016 | Częstochowa | Zdobył mistrzostwo Europy K-1 w wadze ciężkiej organizacji WKU. |
| Przegrana | 0-1    | Przemysław Saleta (1-0)         | TKO (kontuzja piszczela) | 1     | 0:58 | MMA Attack 1    | 05.11.2011 | Warszawa    | Zasady K-1. Main Event.                                         |

### MMA[134]
| Wynik     | Bilans | Przeciwnik (bilans przed walką) | Rozstrzygnięcie                           | Runda | Czas | Wydarzenie                            | Data       | Miejsce       | Uwagi         |
| --------- | ------ | ------------------------------- | ----------------------------------------- | ----- | ---- | ------------------------------------- | ---------- | ------------- | ------------- |
|           |        | Łukasz Tuszyński (1-0)          |                                           |       |      | Fame 27: Kingdom                      | 06.09.2025 | Gliwice       |               |
| Przegrana | 6-10   | Adrian Cios (3-4)               | Dyskwalifikacja (ciosy w tył głowy)       | 1     | 2:42 | Clout MMA 3: Santa Clout              | 29.12.2023 | Warszawa      |               |
| Przegrana | 6-9    | Adrian Cios (2-4)               | Dyskwalifikacja (ciosy w tył głowy)       | 1     | 0:46 | Clout MMA 2: Omielańczuk vs. Bad Boy  | 28.10.2023 | Płock         | Bonus Fight   |
| Przegrana | 6-8    | Piotr Lizakowski (1-0)          | Decyzja (jednogłośna)                     | 3     | 3:00 | Clout MMA 2: Omielańczuk vs. Bad Boy  | 28.10.2023 | Płock         |               |
| Przegrana | 6-7    | Andrzej Fonfara (0-0)           | TKO (ciosy pięściami w parterze)          | 1     | 0:16 | Clout MMA 1: Fonfara vs. Najman       | 05.08.2023 | Warszawa      | Main Event    |
| Wygrana   | 6-6    | Paweł Jóźwiak (0-1)             | Decyzja (jednogłośna)                     | 3     | 3:00 | High League 6: pashaBiceps vs. Dubiel | 18.03.2023 | Katowice      | Co-Main Event |
| Wygrana   | 5-6    | Mirosław Dąbrowski (0-0)        | TKO (ciosy pięściami)                     | 2     | 0:13 | MMA-VIP 4: Imperium Potępionych       | 05.03.2022 | Góra Kalwaria | Main Event    |
| Wygrana   | 4-6    | Ryszard Dąbrowski (1-0)         | TKO (ciosy pięściami w parterze)          | 1     | 0:18 | MMA-VIP 3: Galaktyka Osobliwości      | 29.10.2021 | Częstochowa   | Main Event    |
| Przegrana | 3-6    | Szymon Wrzesień (1-1)           | TKO (ciosy pięściami)                     | 2     | 1:49 | MMA-VIP 1: Najman vs. Złotówa         | 13.02.2021 | Nieporaz      | Main Event    |
| Wygrana   | 3-5    | Dariusz Kaźmierczuk (1-8)       | Poddanie (ciosy pięściami w parterze)     | 1     | 1:27 | Fame 7: Popek vs. Stifler             | 05.09.2020 | Łódź          |               |
| Przegrana | 2-5    | Piotr Piechowiak (0-0)          | TKO (ciosy pięściami w parterze)          | 1     | 1:36 | Fame 6: Zusje vs. Linkimaster         | 28.03.2020 | Nieporaz      |               |
| Wygrana   | 2-4    | Piotr Witczak (0-3)             | TKO (ciosy pięściami w parterze)          | 1     | 2:26 | Fame 5: Bonus BGC vs. Najman          | 26.10.2019 | Gdańsk/Sopot  | Main Event    |
| Przegrana | 1-4    | Paweł Trybała (4-3)             | TKO (ciosy pięściami w parterze)          | 1     | 0:41 | FFF 1: Najman vs. Trybson             | 08.06.2019 | Zielona Góra  | Main Event    |
| Wygrana   | 1-3    | Michal Dobias (0-0)             | Techniczne poddanie (duszenie gilotynowe) | 1     | 0:46 | PLMMA 45: Wielki Finał                | 27.12.2014 | Częstochowa   | Main Event    |
| Przegrana | 0-3    | Robert Burneika (0-0)           | Poddanie (ciosy pięściami w parterze)     | 2     | 0:32 | MMA Attack 2                          | 27.04.2012 | Katowice      | Co-Main Event |
| Przegrana | 0-2    | Przemysław Saleta (0-1)         | Poddanie (duszenie przedramieniem)        | 1     | 3:14 | KSW 14: Dzień Sądu                    | 18.09.2010 | Łódź          |               |
| Przegrana | 0-1    | Mariusz Pudzianowski (0-0)      | Poddanie (ciosy pięściami w parterze)     | 1     | 0:43 | KSW 12: Pudzianowski vs. Najman       | 11.12.2009 | Warszawa      | Main Event    |

### MMA na gołe pięści[133]
| Wynik     | Bilans | Przeciwnik (bilans przed walką) | Rozstrzygnięcie       | Runda | Czas | Wydarzenie              | Data       | Miejsce             | Uwagi         |
| --------- | ------ | ------------------------------- | --------------------- | ----- | ---- | ----------------------- | ---------- | ------------------- | ------------- |
| Przegrana | 0-1    | Paweł Jóźwiak (0-0)             | TKO (ciosy pięściami) | 1     | 0:20 | Wotore 6: Wielki Rewanż | 21.10.2022 | Konstancin-Jeziorna | Co-Main Event |

### Walki z zasadami niestandardowymi
| Wynik     | Przeciwnik                   | Rozstrzygnięcie                                                                | Runda | Czas | Wydarzenie                        | Data       | Miejsce     | Uwagi |
| --------- | ---------------------------- | ------------------------------------------------------------------------------ | ----- | ---- | --------------------------------- | ---------- | ----------- | --- |
| Wygrana   | Michał Baron Tomasz Dorożała | TKO (ciosy pięściami w parterze) na Dorożale i TKO (kontuzja barku) na Baronie | 1     | 1:39 | Fame 26: Gold                     | 12.07.2025 | Warszawa    | Walka 1vs1vs1 (Michał Baron vs Marcin Najman vs Tomasz Dorożała). 1. runda MMA, 2. runda K-1, 3. runda boks                                                                                                  |
| Przegrana | Jamil Neffati Jamel Neffati  | TKO (trzy nokdauny)                                                            | 2     | 2:38 | Fame 25: Revolution               | 05.04.2025 | Częstochowa | K-1 w rękawicach MMA. Walka 1vs2 (Marcin Najman vs Jamil Neffati i Jamel Neffati). |
| Przegrana | Jacek Murański               | TKO (niezdolność do kontynuowania walki po 1. nokdaunie)                       | 1     | 0:48 | Clout MMA 4: Lexy vs. Linkimaster | 09.03.2024 | Łódź        | Boks w rękawicach MMA. Dozwolone ciosy młotkowe, uderzenia łokciami i głową. Czwarta runda bez limitu czasowego z dozwolonymi kopnięciami, stompami, soccer kickami i uderzeniami w parterze. Co-Main Event. |

## Publikacje
- Jerzy Kulej Mój mistrz (2014) ISBN: 978-83-280-0798-7
- Ojciec chrzestny polskich freak fightów (2023) ISBN: 978-83-967-4670-2
- Niegrzeczny żywot Najmana (2024)